# Pietro Turchi

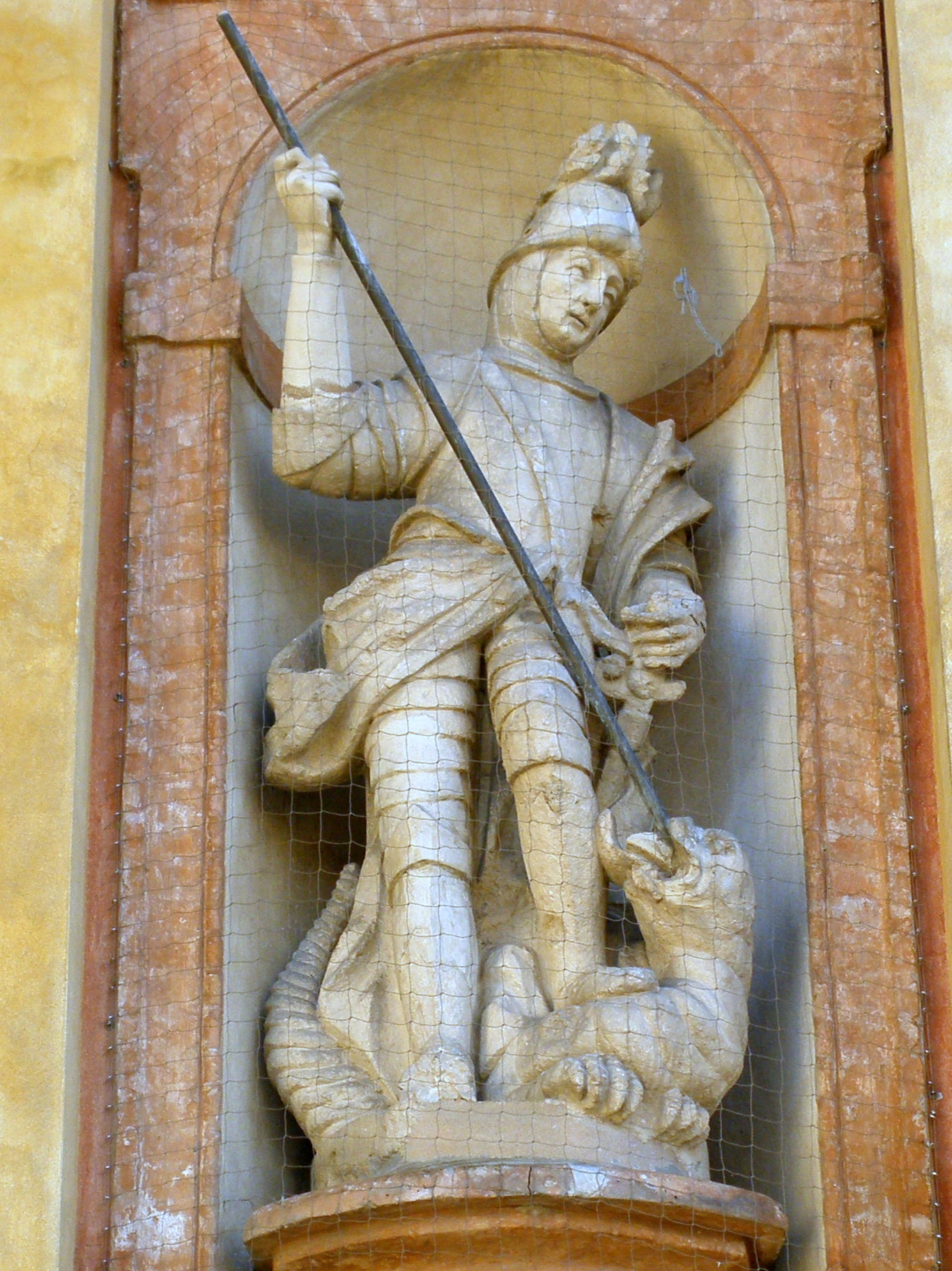
Pietro Turchi, San Giorgio, sul lato sinistro della facciata della chiesa arcipretale di San Lorenzo ad Occhiobello.

Pietro Turchi (Ferrara, 1711 – Ferrara, 29 ottobre 1781) è stato uno scultore e intagliatore italiano.

## Biografia
Figlio di Giuseppe Turchi, fu uno dei migliori allievi di Andrea Ferreri, di cui fu abile imitatore e sotto la cui guida produsse ottime opere soprattutto d'arte sacra, ma dopo la cui morte non seppe elaborare un proprio stile, limitandosi a una fredda ripetizione degli schemi già appresi per volti, panneggi e atteggiamenti.
Fu attivo principalmente a Ferrara, dove si trovano (o si trovavano) numerose sue opere:
- molte le sue statue in stucco, accanto a quelle del Ferreri, nel rifacimento barocco del Duomo, come quelle del Beato Giovanni da Tossignano all'altare del Crocefisso e gli Angeli all'altare della Circoncisione;[2] quattro suoi Angioletti ornavano i lati dell'altare nella Certosa di Ferrara; decorò anche le chiese di San Girolamo (Crocifissione in stucco policromo, le sette stazioni dei Sette dolori della Madonna e altri stucchi),[3] di Santo Stefano (vari busti di religiosi Filippini) e di Santa Lucia (santi Agostiniani in gesso);
- lavorò nella Chiesa del Gesù con il fratello Alessandro a due angioletti in marmo per l'altare di Sant'Ignazio; nel convento di San Guglielmo realizzò le statue di Santa Chiara e di San Francesco; nella Chiesa di San Francesco eseguì in gesso i due Profeti della cappella della Concezione e, in una nicchia della cappella Riminaldi, il Presepio a mezzo rilievo con figure a grandezza naturale; sue sono anche le decorazioni interne del santuario del Santissimo Crocifisso di San Luca;[4]
- nell'ex chiesa di Sant'Apollonia decorò la volta[5] e l'altare della cappella di Sant'Antonio con alcuni angeli in stucco e intagliando in legno una statua di San Francesco; nella Chiesa di Santa Maria in Vado ornò la cappella del Preziosissimo Sangue con due Profeti in legno e realizzò due busti ai lati dell'organo; nella "chiesa pubblica" delle Carmelitane scalze arricchì con due statue l'ancona lignea progettata da Antonio Foschini;[6]
- scomparsi invece i puttini dell'altare nel convento delle Orsoline, la Madonna intagliata in legno nel Conservatorio delle Zittelle della Rosa e un'altra Madonna nella sala degli infermi del vecchio Ospedale di Sant'Anna insieme a un'altra statua del Beato Giovanni da Tossignano nella sala delle donne, un bassorilievo raffigurante Carlo Magno in trono sulla facciata dell'Oratorio di San Crispino.[7]

Venne anche chiamato a decorare case e giardini privati nonché diversi edifici religiosi in Polesine; fra questi si ricordano:
- la chiesa arcipretale di San Lorenzo ad Occhiobello, la cui movimentata facciata barocca ospita in quattro nicchie simmetriche le statue di San Giorgio e di San Maurelio (primo ordine) e quelle di San Pietro e di  San Paolo (secondo ordine), tutte realizzate in pietra tenera fra il 1740 e il 1748;[8]
- analogamente, la chiesa parrocchiale dell'Annunciazione a Ceneselli, progettata dallo stesso architetto ferrarese Angelo Santini che aveva realizzato quella di Occhiobello, raffigura in quattro nicchie simmetriche le statue in pietra tenera della Beata Vergine e dell'Arcangelo Gabriele (a rappresentare appunto l'Annunciazione), oltre a quelle di San Pietro e di  San Paolo.[9]

Fu a sua volta maestro del fratello minore Alessandro e di due nipoti. Morì nel 1781 e venne sepolto nella chiesa ferrarese di Santa Maria in Vado.